# Rajmund Gostkowski

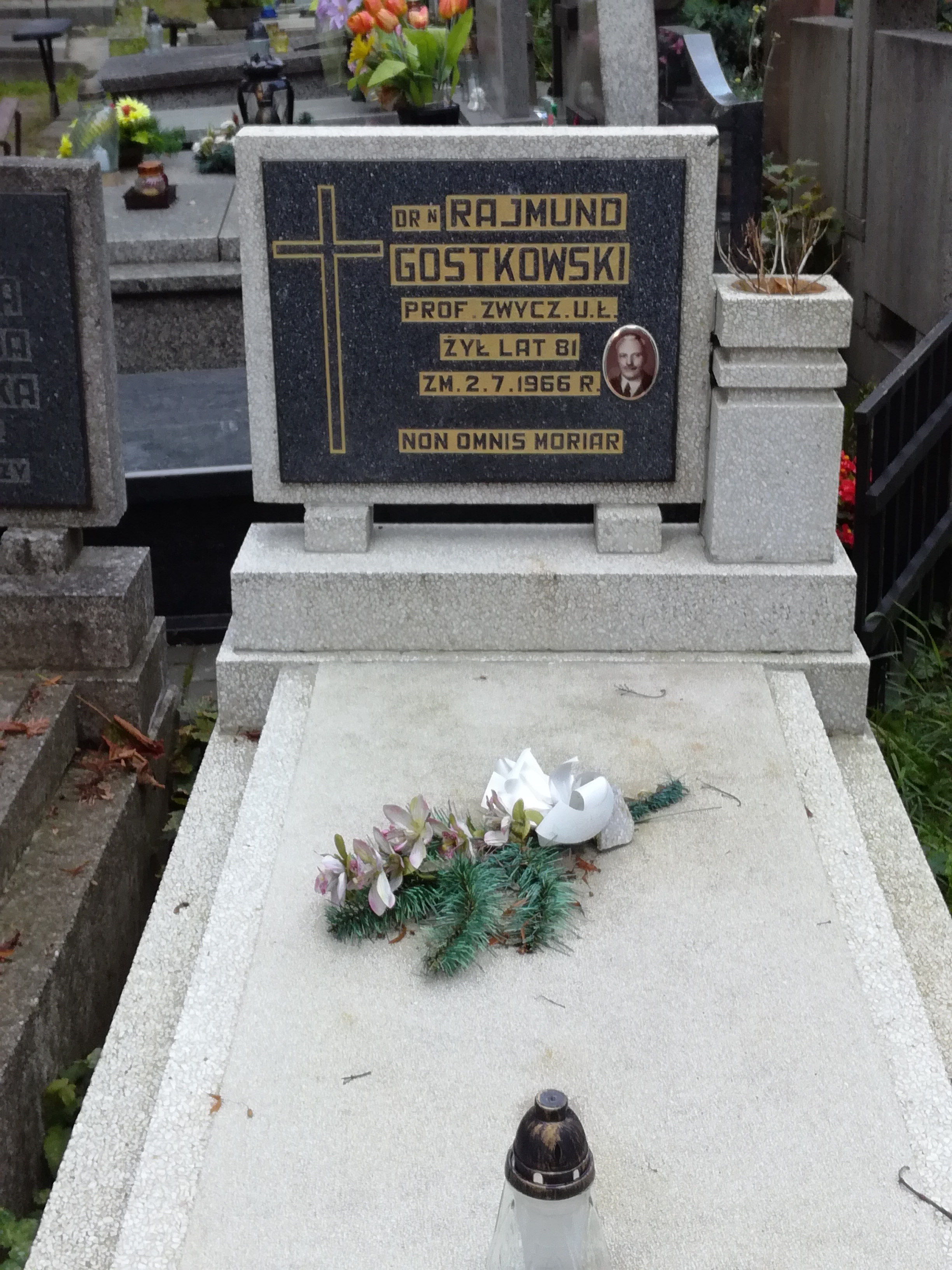
Grób Rajmunda Gostkowskiego na Starym Cmentarzu w Łodzi

Rajmund Gostkowski (ur. 30 sierpnia 1885 w Dobczycach pod Krakowem, zm. 2 lipca 1966 w Łodzi) – polski filolog klasyczny, archeolog śródziemnomorski, zasłużony pedagog i badacz kultury i sztuki antycznej. Jego szerokie zainteresowania naukowe obejmowały wiele dziedzin kultury antycznej. Był profesorem Uniwersytetu Stefana Batorego w Wilnie, Katolickiego Uniwersytetu Lubelskiego oraz Uniwersytetu Łódzkiego.

## Edukacja
Syn Sylwestra i Julii z Krzywdów. W roku 1903 ukończył gimnazjum w Krakowie. Po uzyskaniu matury studiował (w latach 1903-1906) filologię klasyczną i archeologię klasyczną w Uniwersytecie Jagiellońskim. Jego nauczycielami byli profesorowie: Kazimierz Morawski i Piotr Bieńkowski. W latach 1909–1911 kontynuował studia w Wiedniu (u prof. E. Reischa), a następnie (1913-1915) w Berlinie (u prof. U. Wilckana). Jednocześnie pracował od roku 1907 jako nauczyciel gimnazjalny w szkołach na terenie Galicji (Drohobycz, Stanisławów, Kraków). W latach 1921–1923 był kierownikiem Państwowych Kursów Maturalnych w Krakowie dla byłych żołnierzy (weteranów walk wyzwoleńczych i wojny polsko-sowieckiej). W latach 1923–1924 uzyskawszy stypendium Polskiej Akademii Umiejętności przebywał we Francuskiej Szkole w Atenach (u prof. Ch. Pickarda). Zwiedzał też liczne muzea i zbiory starożytne w Egipcie, Turcji, Grecji i w Europie.

## Kariera zawodowa (akademicka)
- Doktoryzował się w 1925 na Uniwersytecie Jagiellońskim w zakresie archeologii klasycznej.
- W latach 1925–1929 prowadził wykłady zlecone na Uniwersytecie Jagiellońskim.
- W 1929 roku zapoczątkował działalność archeologii klasycznej w Uniwersytecie Stefana Batorego w Wilnie. Pracował jako zastępca profesora (1929-1937) i profesor nadzwyczajny (1937-1939).
- W 1935 uzyskał habilitację na Uniwersytecie Jana Kazimierza we Lwowie.
- W 1945 przyznano mu powtórnie tytuł profesora nadzwyczajnego.
- W latach 1945–1950 był kierownikiem Katedry Archeologii Klasycznej. W roku 1950 Gostkowskiego aresztowano (za działalność w AK na Wileńszczyźnie) i zwolniono z pracy w Uniwersytecie Łódzkim, a kierowaną przezeń jednostkę zlikwidowano.
- W 1946 został powołany na profesora zwyczajnego w Uniwersytecie Łódzkim.
- We wrześniu 1946 na miejsce prof. Jana Oko (który zmarł niespodziewanie 8 września 1946 roku w Zakopanem) Gostkowskiego mianowano na kuratora Katedry Filologii Klasycznej UŁ. Funkcję tę pełnił przez kilka miesięcy do czasu powołania prof. Jerzego Schnaydera na kierownika tej jednostki.
- W latach 1948–1952 prowadził wykłady z archeologii klasycznej na Uniwersytecie Mikołaja Kopernika w Toruniu.
- W latach 1950–1957 związany był z Katolickim Uniwersytetem Lubelskim), gdzie został pierwszym kierownikiem Katedry Sztuki, przy czym przedmiotem prowadzonych przez niego zajęć były nie tylko historia i teoria sztuki świata antycznego oraz archeologia klasyczna, ale także historia sztuki Islamu, Dalekiego i Bliskiego Wschodu, dydaktyka historii sztuki, wstęp do historii sztuki, historia doktryn artystycznych i lektura tekstów źródłowych.
- W latach 1957–1960 powróciwszy do Łodzi Gostkowski stał na czele reaktywowanej Katedry Sztuki Starożytnej i Archeologii Klasycznej (nazwę Katedry Historii Sztuki zmieniono w roku 1951 na Katedrę (i Zakład) Historii Sztuki Średniowiecznej i Nowożytnej). Dał on fundamenty łódzkiej archeologii, która w przyszłości miała mieć tak znaczące osiągnięcia.
- W roku 1960 przeszedł na emeryturę, ale do śmierci prowadził zajęcia zlecone z historii starożytnej i archeologii klasycznej.

## Kształtowanie polskiej kadry profesorskiej
Był nauczycielem prof. Tadeusza Zawadzkiego, w późniejszych latach również przyjacielem, gdyż to za jego radą przeniósł się na historię starożytną. Był także nauczycielem prof. dr. hab. Mariana Arszyńskiego. Należał do ścisłego grona uczniów i współpracowników Piotra Bieńkowskiego.
Rajmund Gostkowski był serdecznym przyjacielem Georgiosa Papandreou, polityka, dwukrotnego premiera Grecji, i jego rodziny. Dobrze znał także Andreasa Papandreou, premiera Grecji i długoletniego przywódcę socjalistycznej partii PASOK.
Gostkowski brał czynny udział w II wojnie światowej na terenie Wilna; m.in. do końca 1939 roku kierował razem z Bronisławem Świątnickim (ps. „Ojciec”) grupą konspiracyjną pod nazwą Komisariat Rządu. Potem był czynnym działaczem Armii Krajowej.
Rajmund Gostkowski brał udział w tajnym nauczaniu w Wilnie na poziomie szkoły średniej i wyższej.
Jako bardzo nieliczny z gości został zaproszony na ślub Śledzińskiego; w której to ceremonii prof. brał udział wraz z prof. Janem Oko.
Rajmund Gostkowski był szykanowany i prześladowany przez służby bezpieczeństwa.
Rajmund Gostkowski jest pochowany opodal kaplicy cmentarnej na Cmentarzu Katolickim w Łodzi przy ul. Ogrodowej.

## Wybrane dzieła
- Artykuł Bacchants Romains sur un sarcophage de Krzeszowice (1928) - owoc solidnych studiów ikonograficznych.
- Kapłani i kapłanki w sztuce kretensko-mykeńskie] i greckiej (Wilno 1936) - rozprawa habilitacyjna.
- Pompeje, Towarzystwo Naukowe Katolickiego Uniwersytetu Lubelskiego, Lublin 1954.
- Sport w starożytności, PZWS, Warszawa 1955, 1959, stronic 187, okładka miękka. - ukazuje oblicza sportu w starożytności - obok najbardziej rozwiniętej części, dotyczącej sportu greckiego, zawiera także rozdziały poświęcone egipskim, rzymskim, etruskim i in. dyscyplinom sportu.